# Álvaro Pava Camelo
Álvaro Pava Camelo (Honda, siglo XX) es un político, empresario, periodista y diplomático colombiano.

## Biografía
Nació en Honda, Tolima, hijo del dirigente conservador Jaime Pava Navarro y hermano de los también políticos y empresarios Henry y Humberto Pava Camelo, entre otros. Se graduó de Derecho y primero trabajó como periodista de la Revista Semana.
Entre 1979 y 1980 fue Director del Parlamento Latinoamericano. Ha hecho casi toda su carrera política en Bogotá, siendo elegido en 1982 como miembro del Concejo de Bogotá, siendo reelegido en 1988 con la segunda mayor votación, solo superada por la de Luis Carlos Galán Sarmiento; ocupó un puesto en el concejo hasta 1991, mismo año en el que resultó elegido al Senado de la República. En el Congreso se desempeñó como Vicepresidente 1° del Senado entre 1992 y 1993 y como Presidente del Senado Designado en 1992. Entre 1995 y 1999 fue director de la Comisión Nacional de Televisión.
En el campo diplomático se desempeñó como Embajador en la misión especial ante la 49° Asamblea General de la Organización de las Naciones Unidas, en 1995, y Embajador en Perú entre 2006 y 2009. De esta última misión salió condecorado por Congreso de Perú.
Entre 1974 y 1979 fue Gerente General de la Cadena Radial Súper, empresa fundada por su padre. También ha sido Presidente de la Empresa Radio y Televisión Comunicaciones RTC S.A.S. y miembro del Directorio Nacional Conservador.
El 1 de octubre de 2018 fue designado por el Ministro de Relaciones Exteriores Carlos Holmes Trujillo García como Embajador en Argentina. Fue acreditado como tal en Argentina el 14 de enero de 2019.
Ha sido condecorado con la orden de la Democracia de la Cámara de Representantes, Estrella de la Policía Nacional de Colombia, Orden Civil al Mérito de la ciudad de Bogotá en el grado de gran oficial, Orden el Sol de Perú, Orden al mérito de la Policía Nacional del Perú, Medalla de Honor del Congreso de la República del Perú y Orden Civil al mérito en grado cruz de oro del concejo de Bogotá.